# Tennistoernooi van Peking 2004
|                                          |  |                                    |
| Serena Williams, winnares bij de vrouwen |  | Marat Safin, winnaar bij de mannen |

Het tennistoernooi van Peking van 2004 werd van 13 tot en met 26 september 2004 gespeeld op de hardcourtbanen van het Beijing Tennis Center in de Chinese hoofdstad Peking. De officiële naam van het toernooi was China Open.
Het toernooi bestond uit twee delen:
- ATP-toernooi van Peking 2004, het toernooi voor de mannen (13–19 september)
- WTA-toernooi van Peking 2004, het toernooi voor de vrouwen (20–26 september)

ATP-toernooi van Peking‎ – WTA-toernooi van Peking/Shanghai

2000 · 2001–2003 · 2004 · 2005 · 2006 · 2007 · 2008 · 2009 · 2010 · 2011 · 2012 · 2013 · 2014 · 2015 · 2016 · 2017 · 2018 · 2019 · 2020–2022 · 2023 · 2024